# Pic de la Jaça de Mollet
El Pic de la Jaça de Mollet és una muntanya de 2.086,9 metres d'altitud situada al Massís del Carlit, a la seva zona meridional, al límit entre els termes comunals de Dorres i d'Enveig, tots dos de l'Alta Cerdanya, a la Catalunya del Nord.
Està situat a la zona central del límit occidental del terme de Dorres i al terç septentrional del terme d'Enveig, al sud del Pic de Mollet.